# Epictia rubrolineata
Epictia rubrolineata là một loài rắn trong họ Leptotyphlopidae. Loài này được Werner mô tả khoa học đầu tiên năm 1901.